# Notoxus monoceros
Notoxus monoceros là một loài bọ cánh cứng giống như kiến trong họ Aderidae.

## Hình ảnh

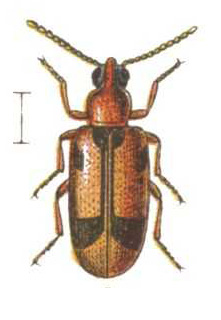
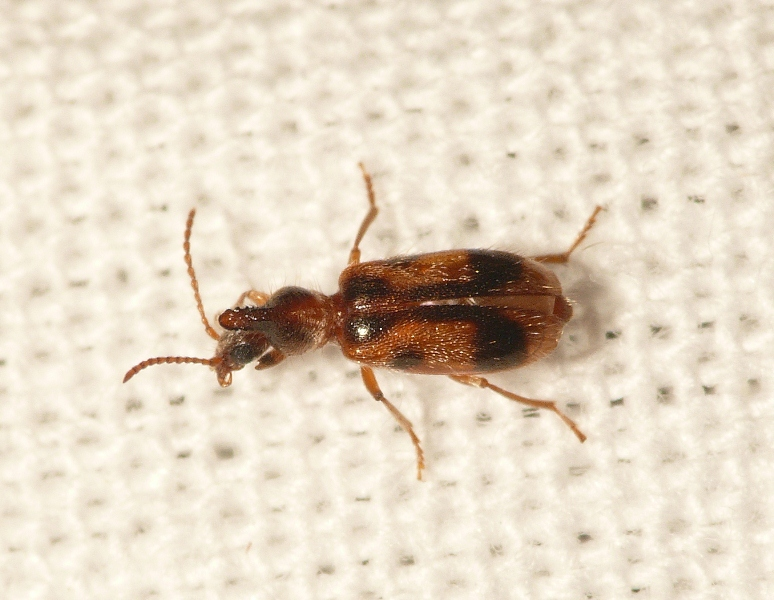
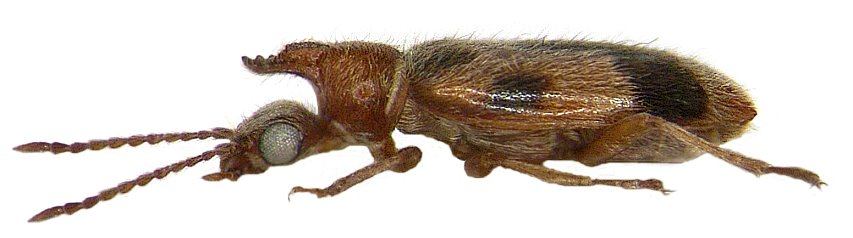